# Hala Widowiskowo-Sportowa w Bielsku-Białej
Hala Widowiskowo-Sportowa w Bielsku-Białej – widowiskowo-sportowa hala w Bielsku-Białej, usytuowana w dzielnicy Olszówka przy ulicy Karbowej 26, na terenach bezpośrednio sąsiadujących z Bielskim WORD-em i ZIAD-em. Spełnia funkcję: widowiskową, sportową, oraz wystawienniczą. Stałe trybuny przeznaczone do oglądania z nich widowisk sportowych mają 3000 miejsc. Jednak w przypadku imprez kulturalnych np.: koncertów, istnieje możliwość dostawienia około 1500 krzeseł na płycie boiska, łącznie maksymalna pojemność hali może wynieść około 4500 miejsc. Łączna powierzchnia obiektu wynosi około 6 610,5 m², z czego 5000 m² przeznaczone jest na halę, natomiast ponad 1500 m² zajmują zewnętrzne tereny przyległe do hali. Na zewnątrz obiektu można skorzystać z ponad 300 bezpłatnych miejsc parkingowych, otoczonych 15 tysiącami kwadratowymi terenu wchodzącego w skład hali. Obiekt przystosowany jest do różnego rodzaju gier zespołowych

## Historia
Budowę hali według projektu rybnickiej firmy architektonicznej: Pracownia BAUREN i architekta: Barbary Koniecznej, rozpoczęto 15 kwietnia 2009 roku, kiedy to miasto przekazało plac budowy wykonawcy: Bielskiemu Przedsiębiorstwu Budownictwa Przemysłowego S.A., a otwarto 23 kwietnia 2010 roku. Właścicielem hali jest Bielsko-Bialski Ośrodek Sportu i Rekreacji. Koszt wybudowania hali wyniósł około 75 milionów złotych, z czego 30 milionów pochodziło z Europejskiego Funduszu Rozwoju Regionalnego, a pozostałe 45 mln z budżetu miasta Bielska-Białej.
Pierwsze nieoficjalne otwarcie hali miało miejsce 23 kwietnia 2010 roku. Połączone było z 37 Międzynarodowym Targiem Budownictwa i Wyposażenia Wnętrz Twój Dom 2010, który odbywał się w dniach 23-25 kwietnia. Uczestniczyło w nim blisko 200 wystawców m.in. z Czech, Słowacji, Polski, oraz Austrii. Jednak oficjalne otwarcie i „chrzest” hali odbył się 2 września 2010 roku i został zainaugurowany meczem towarzyskim drużyn Aluprof Bielsko-Biała i VK Modřanská Prostějov, wygranym 3:1 przez polską drużynę.
27 kwietnia 2023 roku podczas obchodów 59. Dni Olimpijczyka odsłonięto tablicę pamiątkową  poświęconą legendarnemu bokserowi medaliście olimpijskiemu Zbigniewowi Pietrzykowskiemu. Stał się on jednocześnie patronem obiektu. Obecna pełna nazwa obiektu to Hala Sportowa im. Zbigniewa Pietrzykowskiego w Bielsku-Białej.